# 荻野久作
荻野 久作（おぎの きゅうさく、1882年〈明治15年〉3月25日 - 1975年〈昭和50年〉1月1日）は産婦人科医、医学博士である。女性の月経周期と妊娠との関連性を研究した先駆的業績で知られる。

## 生涯

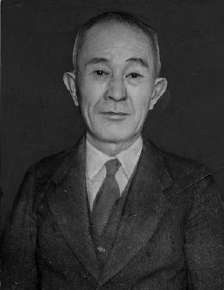
1924年（大正13年）

愛知県八名郡下川村（のち豊橋市下条（げじょう）東町）出身。父の姓は中村だが、1901年（明治34年）に西尾藩士で漢学者の荻野忍の養子となり、荻野姓となる。
旧制愛知県第四中学校（現・愛知県立時習館高等学校）、日本中学、一高などを経て1909年（明治42年）に東京帝国大学医科大学を卒業。しばらく同大病院で勤務した後、1912年（明治45年/大正元年）に新潟市の竹山病院産婦人科部長に就任するとともに新潟大学で研究を続ける。以後生涯のほとんどを新潟にて送り、1951年（昭和26年）に新潟市名誉市民の称号を受ける。
不妊や多産に苦しむ新潟の女性を目にし、当時解明されていなかった排卵時期の研究を行う。3年の歳月をかけ1924年（大正13年）、論文「排卵ノ時期、黄体ト子宮粘膜ノ周期的変化トノ関係、子宮粘膜ノ周期的変化ノ周期及ビ受胎胎日二就テ」を完成させ、「日本婦人科学会雑誌」19巻6号に発表した。この論文は翌年に懸賞当選論文として採用されたが、反対意見も多かった。そこで1929年（昭和4年）6月、ドイツに渡った。日本で論文を発表した6年後の1930年（昭和5年）2月22日に現地の学会誌（ドイツの『婦人科中央雑誌』（1930年（昭和5年）第22巻2号））に『排卵と受胎日』というタイトルで発表された。その後、日本婦人科学会雑誌第19巻6号に掲載された。なお学位は1923年（大正12年）東京帝国大学より「人類黄体の研究」より得ている。 
ところが、オーストリア人のヘルマン・クナウス（Hermann Knaus）が久作の手法の目的を逆転させて避妊法として使うことを提唱する。これは当時から避妊法としては他の手段と比べて非常に不確実な手法であることが分かっていたので、久作は反対意見を表明する。しかし不本意にもこの避妊法は後にオギノ式と呼ばれるようになる。もっと確実な避妊法があるにもかかわらず自身の学説を安易な避妊法として使い、結果として望まない妊娠をして人工妊娠中絶により失われる命のあることに久作は憤りを感じていた。そして、むしろ不妊治療に役立てて欲しいと主張した。この2人はノーベル賞候補に挙がっていたというオーストリアのグラーツ大学Tscherne教授の証言がある。1970年（昭和45年）のクナウス教授の葬式の直後、「KnausとOginoはノーベル賞候補に上がって（原文ママ）いたのに、（Knaus教授が）死んでしまったのでその可能性がなくなった」と嘆いていた。
1975年（昭和50年）新潟市の自宅にて死去。最晩年まで医師として現役を貫いた。
新潟市の自宅跡には賞賛を讃えて「オギノ公園」が設置。
さらに、新潟市の自宅跡地前の通りは、「オギノ通り」と名づけられている。

## 関連書籍
- ホーム社　その時歴史が動いた　コミック版　生命の守護者編　所収
  - 「生まれくる命そして母のために—荻野久作の受胎期発見」富沢みどり作画